# Beiträge zur Sexualforschung
Die seit 1952 erscheinenden Beiträge zur Sexualforschung sind die langlebigste und mit 108 Bänden (Stand 2021) die umfangreichste sexualwissenschaftliche Fachbuchreihe der Welt. Sie werden im Auftrag der Deutschen Gesellschaft für Sexualforschung herausgegeben von Hertha Richter-Appelt, Andreas Hill und Martin Dannecker. Von 2012 bis zu ihrem Tod im Jahr 2019 gehörte Sophinette Becker der Herausgebergruppe an.

## Geschichte
Von 1952 bis 1970 gaben der Psychiater Hans Bürger-Prinz und der Sexualwissenschaftler Hans Giese die Bände 1 bis 49 heraus. Zum wissenschaftlichen Beirat gehörten u. a. die Theologen Franz Xaver Arnold und Adolf Köberle, der Generalstaatsanwalt Karl Siegfried Bader, der Soziologe Helmut Schelsky, der Internist Ferdinand Hoff, der Gerichtsmediziner Ferdinand Wiethold und Friedrich Giese, der Vater von Hans Giese.
Vom Band 47 an, in dem die spätere Psychoanalytikerin Christa Rohde-Dachser damalige Sexualerziehung am Beispiel katholischer Kleinschriften analysierte, übernahmen Volkmar Sigusch und Gunter Schmidt als verantwortliche Redakteure die Reihe. Dazu kam es nach internen Auseinandersetzungen um die damals in dem Band 46 von Hans Orthner et al. propagierte „Heilmethode“ des chirurgisch-stereotaktischen Hirneingriffs bei sexuellen Abweichungen. Sigusch und Schmidt entbanden den alten wissenschaftlichen Beirat und läuteten damit den Beginn einer Kritischen Sexualwissenschaft ein. Nach Gieses Tod 1970 gaben ab Band 50 Gunter Schmidt, Eberhard Schorsch und Volkmar Sigusch die Buchreihe heraus. 1981 kam ab Band 58 Martin Dannecker als Herausgeber hinzu.
Seit Band 67 von 1993 werden Bürger-Prinz und Giese nicht mehr ehrend als Begründer der Reihe genannt, nachdem die historische Forschung ergeben hatte, dass Bürger-Prinz als Psychiater in die Vernichtungspolitik der Nationalsozialisten verwickelt war (s. im Einzelnen Dannecker, Schmidt und Sigusch 1993).
Bis zum Jahr 2000 sind die Beiträge zur Sexualforschung im Ferdinand Enke Verlag, Stuttgart, erschienen (vgl. die Auflistung in Sigusch 2001). Nach dessen Aufgehen im Georg Thieme Verlag haben sich der Vorstand der Fachgesellschaft und die Herausgeber für den Psychosozial-Verlag, Gießen, entschieden.

## Inhalte
Heute sind die Beiträge ein Zeitdokument besonderer Art. An ihnen kann die Entwicklung der deutschsprachigen Sexualwissenschaft nach dem Zweiten Weltkrieg abgelesen werden – von verblasenen Theorien und laienhaften Therapien (s. zur ersten Kritik innerhalb der Reihe Reiche 1970) hin zu liberalen und kritischen, empirisch fundierten Theorien und durch größere Forschungsprojekte überprüften Therapien (s. zur Geschichte der Sexualwissenschaft Sigusch 2008).
Zu den weichenstellenden Abhandlungen, die in den Beiträgen zur Sexualforschung erschienen sind, werden gezählt:
- „Die Umfrage in der Intimsphäre“ von Ludwig von Friedeburg (1953), eine Studie, mit der die empirisch fundierte Sexualwissenschaft nach dem Krieg neu ansetzt;
- „Strafgesetzgebung und Rechtsgüterschutz bei Sittlichkeitsdelikten“ von Herbert Jäger (1957), die erste Abhandlung, in der der staatliche Strafanspruch einerseits und das sittlich-sexuelle Verhalten andererseits überzeugend getrennt werden, sodass Recht und Moral nicht mehr zusammenfallen und die Maxime „keine Strafrechtsnorm ohne Rechtsgüterschutz und im Zweifelsfalle keine Strafbarkeit“ gilt;
- „Exzitation und Orgasmus bei der Frau“ von Volkmar Sigusch (1970), die erste Abhandlung, in der vor der Frauenbewegung der verheerende, zu Genitalverstümmelungen führende Aberglaube vieler Mediziner und Psychoanalytiker vom angeblich unreifen klitoralen und angeblich reifen vaginalen Orgasmus anhand neuester experimentell-sexualphysiologischer Forschungsergebnisse widerlegt wird;
- „Jugendsexualität“ von Volkmar Sigusch und Gunter Schmidt (1973), die erste, im Feld 1970 durchgeführte empirische Studie nach dem Zweiten Weltkrieg in der Bundesrepublik Deutschland, die Gunter Schmidt (1993) 20 Jahre später wiederholt und als Band 69 in der Reihe publiziert hat;
- „Sexualität im sozialen Wandel“ von Ulrich Clement (1986), eine empirische Vergleichsstudie an Studenten, die sich auf Daten aus dem Jahr 1966 und aus dem Jahr 1981 stützt;
- „Perversion, Liebe, Gewalt“ (1993) von Eberhard Schorsch, eine Sammlung von Aufsätzen zur Psychopathologie und Sozialpsychologie, die Gunter Schmidt und Volkmar Sigusch nach dem Tod von Schorsch im Jahr 1991 herausgegeben haben;
- „Weibliche Ejakulation“ (1994 und 2004) von Sabine zur Nieden mit dem Untertitel „Variationen zu einem uralten Streit der Geschlechter“;
- „Heterosexuelle Verhältnisse“ (1995 und 2000), herausgegeben von Sonja Düring und Margret Hauch, mit Beiträgen namhafter Forscherinnen und Forscher zur Lage der so genannten normalen Sexualität;
- „Kinder der sexuellen Revolution“ (2000), herausgegeben von Gunter Schmidt, in der anhand empirischer Studien Kontinuität und Wandel studentischer Sexualität analysiert werden;
- „Die Wirklichkeit transsexueller Männer“ (2002) von Jannik Brauckmann, eine Studie über das Mannwerden und die heterosexuellen Partnerschaften von Frau-zu-Mann-Transsexuellen;
- „Sexuelle Welten“ (2005) von Volkmar Sigusch, eine Sammlung von Essays, die das Reflexionsniveau der Kritischen Sexualwissenschaft illustrieren;
- „Lust-voller Schmerz“ (2008), herausgegeben von Andreas Hill, Peer Briken und Wolfgang Berner, ein Kongressband, in dem die gegenwärtigen neosexuellen Perspektiven des Sadomasochismus diskutiert werden.